# Antoniów (powiat lipski)
Antoniów – wieś w Polsce, położona w województwie mazowieckim, w powiecie lipskim, w gminie Ciepielów.
W latach 1975–1998 wieś należała administracyjnie do województwa radomskiego.
W Antoniowie urodził się Adam Kaczmarzyk, były podoficer zawodowy Wojska Polskiego, szpieg brytyjskiego wywiadu wojskowego.
Wierni Kościoła rzymskokatolickiego należą do parafii św. Jana Chrzciciela w Czerwonej.